# Aliatypus isolatus
Espèce
Aliatypus isolatus est une espèce d'araignées mygalomorphes de la famille des Antrodiaetidae.

## Distribution
Cette espèce est endémique d'Arizona aux États-Unis,. Elle se rencontre dans les comtés de Coconino et de Pima.

## Description
La carapace du mâle holotype mesure 4,9 mm de long sur 4,08 mm

## Publication originale
- Coyle, 1975 : « Systematics of the trapdoor spider genus Aliatypus (Araneae: Antrodiaetidae). » Psyche, vol. 81, no 3/4, p. 431-500 (texte intégral).